# Malá Domaša
Malá Domaša és un poble i municipi d'Eslovàquia. Es troba a la regió de Prešov, al nord del país.

## Història
La primera referència escrita de la vila data del 1317.

## Demografia
| Godina             | 1994 | 2004    | 2014    | 2024    |
| ------------------ | ---- | ------- | ------- | ------- |
| Nombre de persones | 409  | 451     | 508     | 706     |
| Diferència         |      | +10,26% | +12,63% | +38,97% |

| Godina             | 2023 | 2024   |
| ------------------ | ---- | ------ |
| Nombre de persones | 691  | 706    |
| Diferència         |      | +2,17% |